# Natriumviolurat
Natriumviolurat ist das Natriumsalz der Violursäure.

## Darstellung
Natriumviolurat lässt sich aus Violursäure und Natriumhydroxid in Wasser herstellen.
{\displaystyle {\ce {C4H3N3O4 + NaOH ->[H2O] C4H2N3O4Na + H2O}}}
Alternativ kann auch Violursäure mit Natriumalkoholat in Alkohol umgesetzt werden.

## Eigenschaften
Natriumviolurat kristallisiert in roten Nadeln. Es sind sowohl das Anhydrat auch das Mono- und Dihydrat bekannt.
Die Farbigkeit der wässrigen Lösung wird beim Natriumnachweis in Blutserum verwendet.